# 크리스티안 쿠에바스
크리스티안 알레한드로 쿠에바스 하라(스페인어: Cristián Alejandro Cuevas Jara, 1995년 4월 2일 ~ )는 칠레의 축구 선수로, 현재 칠레 프리메라 디비시온의 우니베르시다드 카톨리카 소속이다.